# Hřivčice
Hřivčice jsou vesnice, část městyse Peruc v okrese Louny. Nachází se asi 3,5 km na západ od Peruce. V roce 2009 zde bylo evidováno 143 adres. V roce 2011 zde trvale žilo 219 obyvatel.
Hřivčice jsou také název katastrálního území o rozloze 7,73 km².

## Název
Název vesnice je odvozen z osobního jména Hřivec ve významu ves lidí Hřivcových nebo od slova hrivko se stejným významem. Slovo hrivko znamenalo vzdorovitý, tvrdohlavý nebo osobu s dlouhými vlasy. V historických pramenech se název objevuje ve tvarech: Griwcicih (1143), Ribchicz (1273), Hrzywczicz (1341), Hrzywczicz (1410), hrzibczicze (1543), Hrziwczicze (1614), Rziwcžicze (1671), Dřiwči nebo Ržiwčice (1785) a Pflanzendorf nebo Řiwčitz a Řiwčice (1845). Ve dvacátém století se používal také název Dřivčice.

## Historie
První písemná zmínka o vesnici pochází z roku 1143.
Od počátku 18. do počátku 20. století ve vesnici existovalo nepočetné židovské osídlení.

## Obyvatelstvo
|           | 1869 | 1880 | 1890 | 1900 | 1910 | 1921 | 1930 | 1950 | 1961 | 1970 | 1980 | 1991 | 2001 | 2011 |
| --------- | ---- | ---- | ---- | ---- | ---- | ---- | ---- | ---- | ---- | ---- | ---- | ---- | ---- | ---- |
| Obyvatelé | 441  | 470  | 516  | 569  | 624  | 591  | 558  | 398  | 369  | 343  | 299  | 239  | 225  | 219  |
| Domy      | 76   | 87   | 90   | 100  | 118  | 124  | 140  | 131  | 122  | 115  | 102  | 126  | 125  | 127  |

## Pamětihodnosti
V Hřivčicích stojí dvě kulturní památky. Jednou z nich je barokní kaple pravděpodobně z první poloviny 18. století, která byla v 19. století upravena v novorománském slohu. Kaple má čtvercový půdorys, jehlancovou střechu a uvnitř křížovou klenbu. Druhou kulturní památkou je pískovcový milník či rozcestník údajně z roku 1680, který souvisí s historickou cestou z Prahy do Lipska. Někdy bývá chybně považován za menhir z období laténské kultury. Původně staval asi o třicet metrů dále na severozápad u křižovatky cest do Slavětína, Velteží, Vlčí a Vrbna nad Lesy. Sloup míval čtyřboký půdorys a jsou na něm patrné stopy po různě převrstvených vrypech a po starších opravách cementem.
K dalším pamětihodnostem patří židovský hřbitov u Hřivčic jižně od vesnice u cesty do Vrbna nad Lesy a Debeřské údolí se stepním mikroklimatem a tomu odpovífající florou.

## Galerie

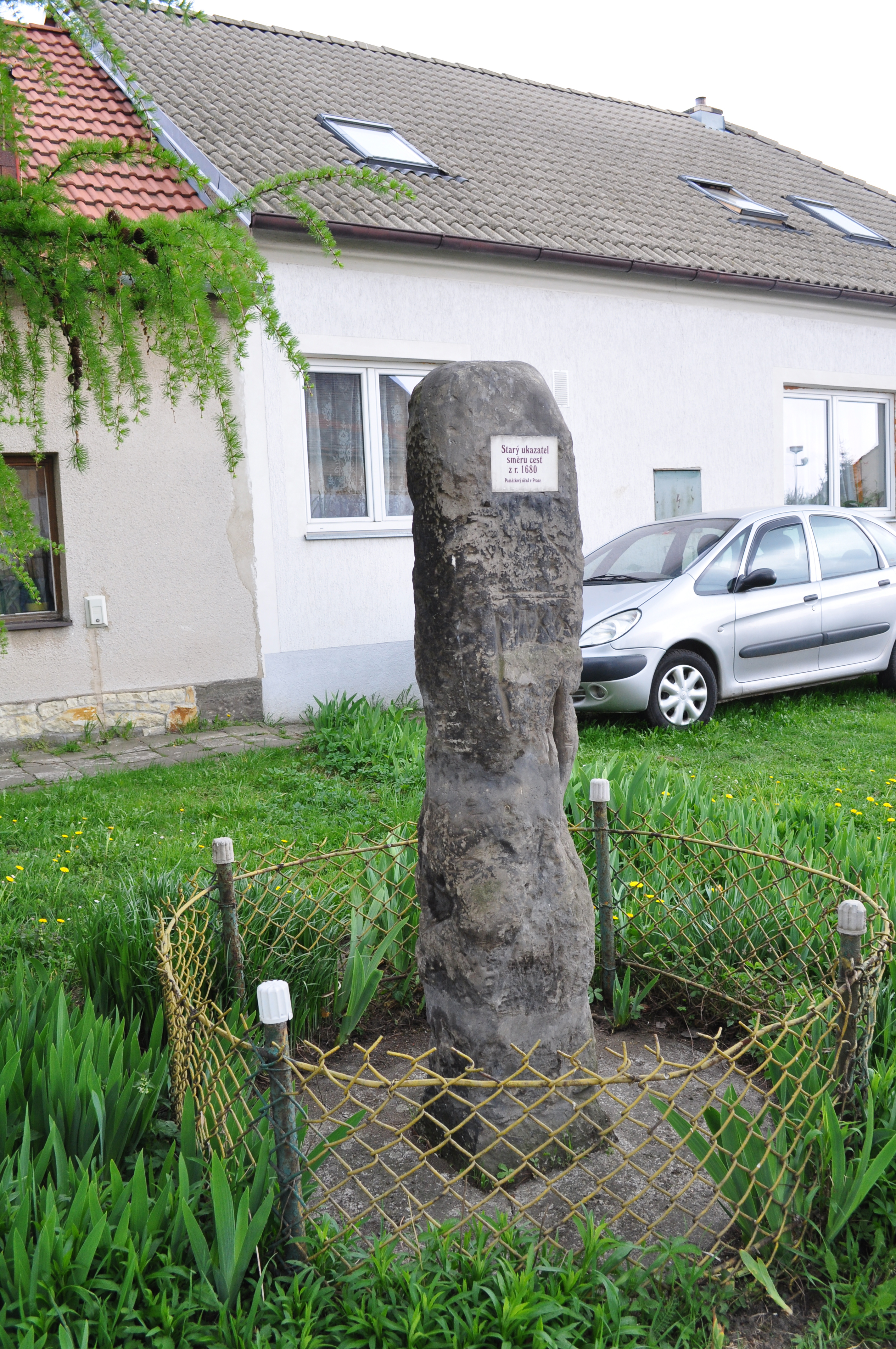
Milník
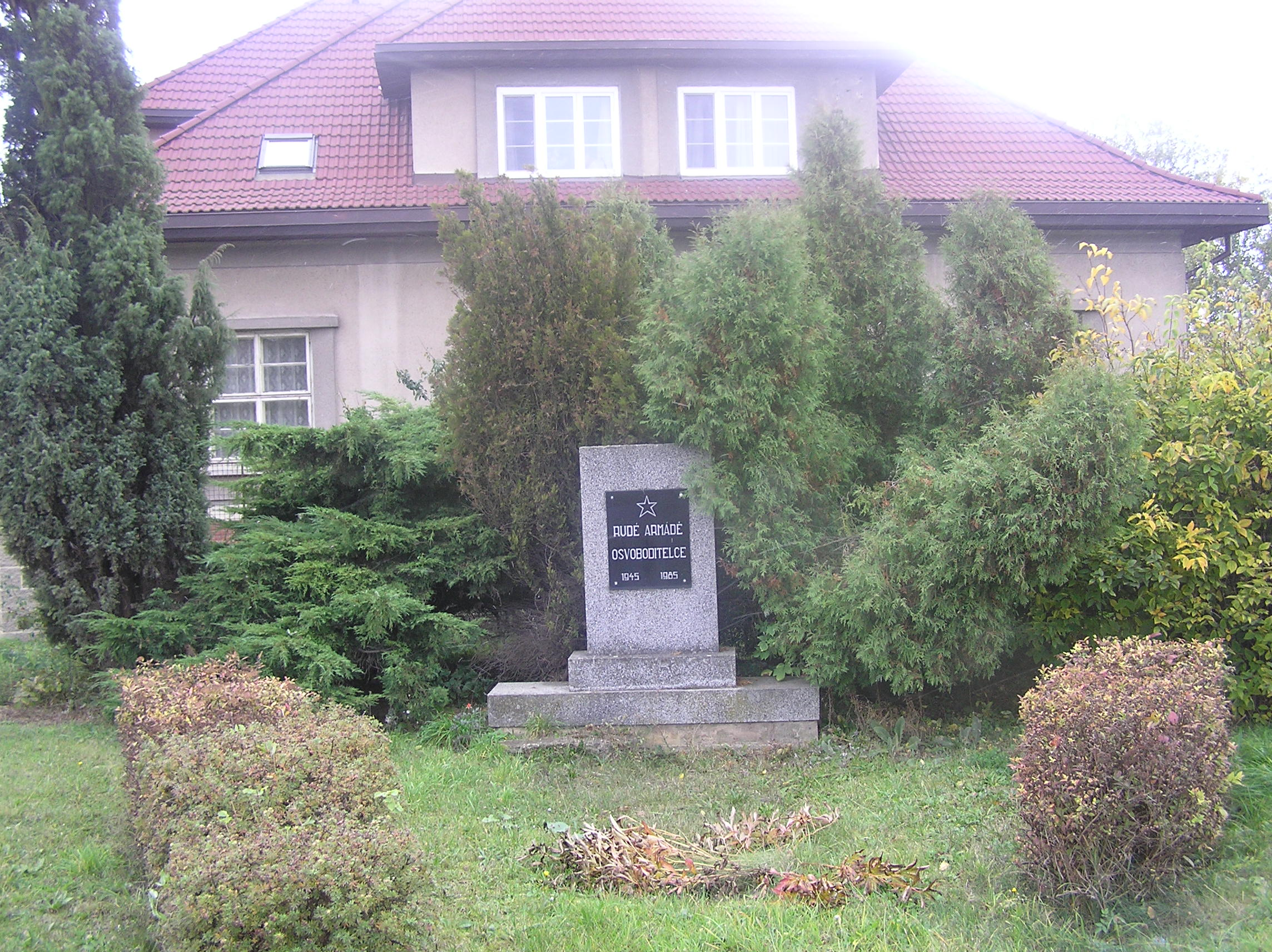
Pomník Rudé armádě osvoboditelce
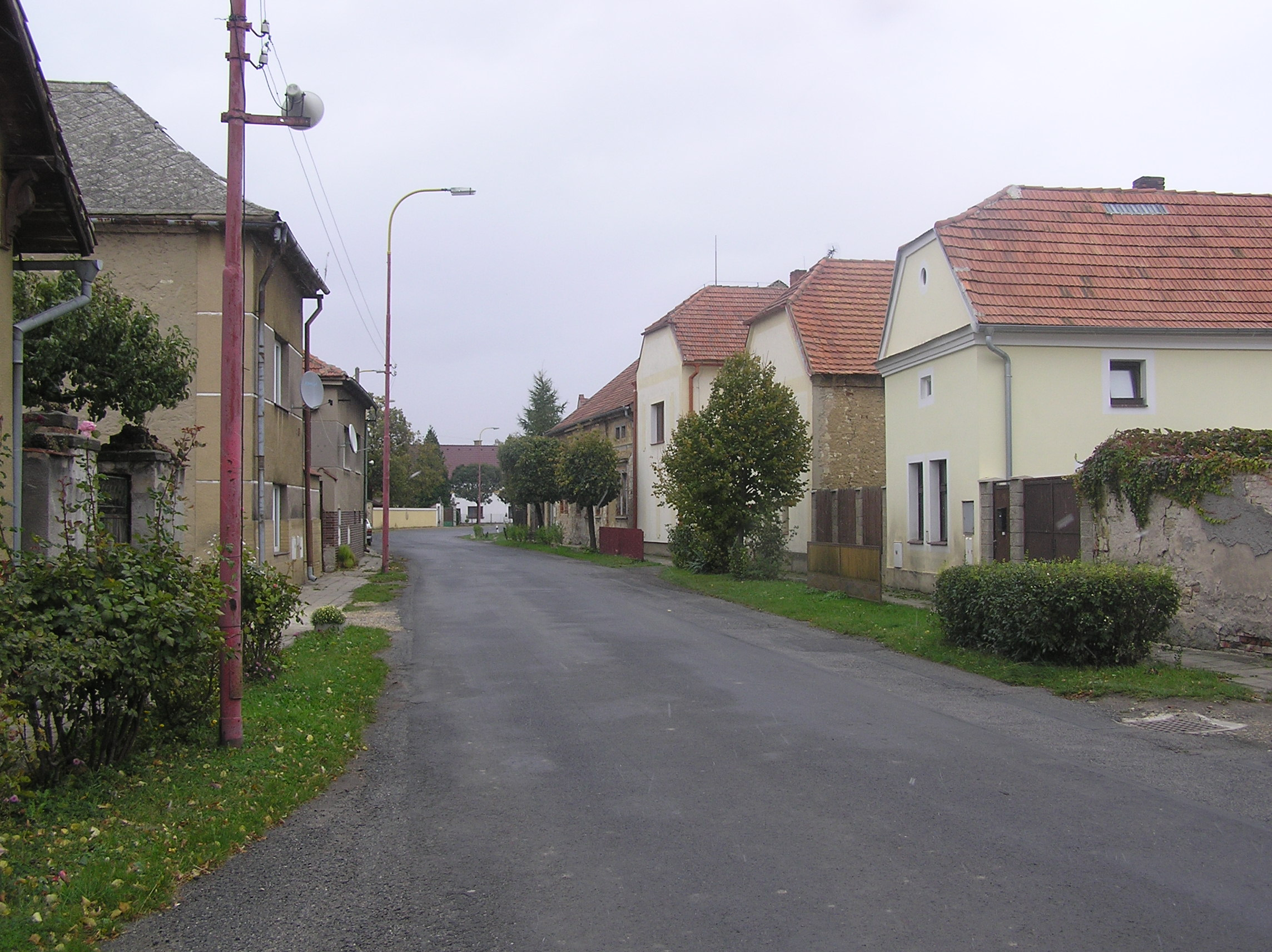
Hlavní ulice
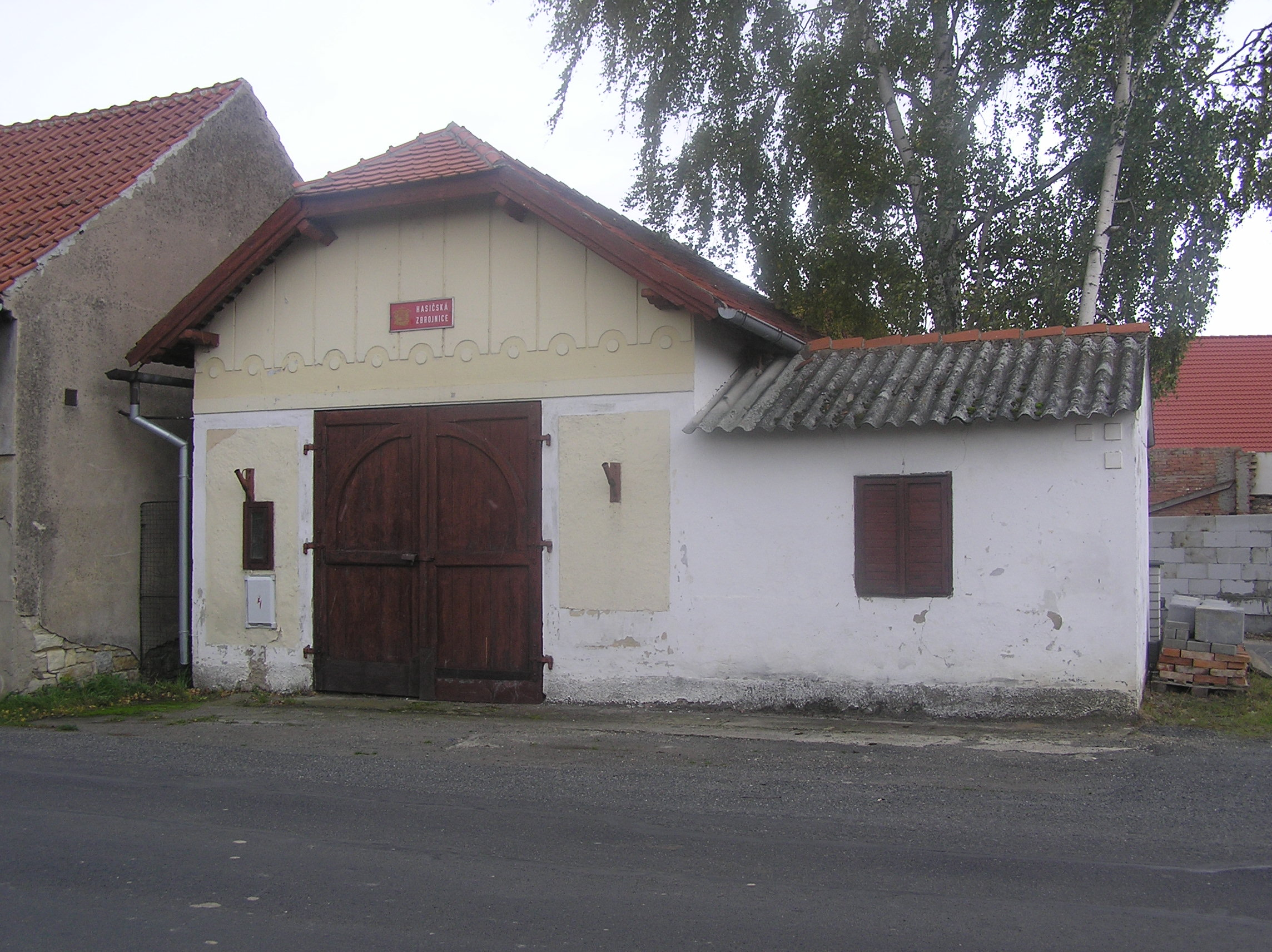
Hasičská zbrojni
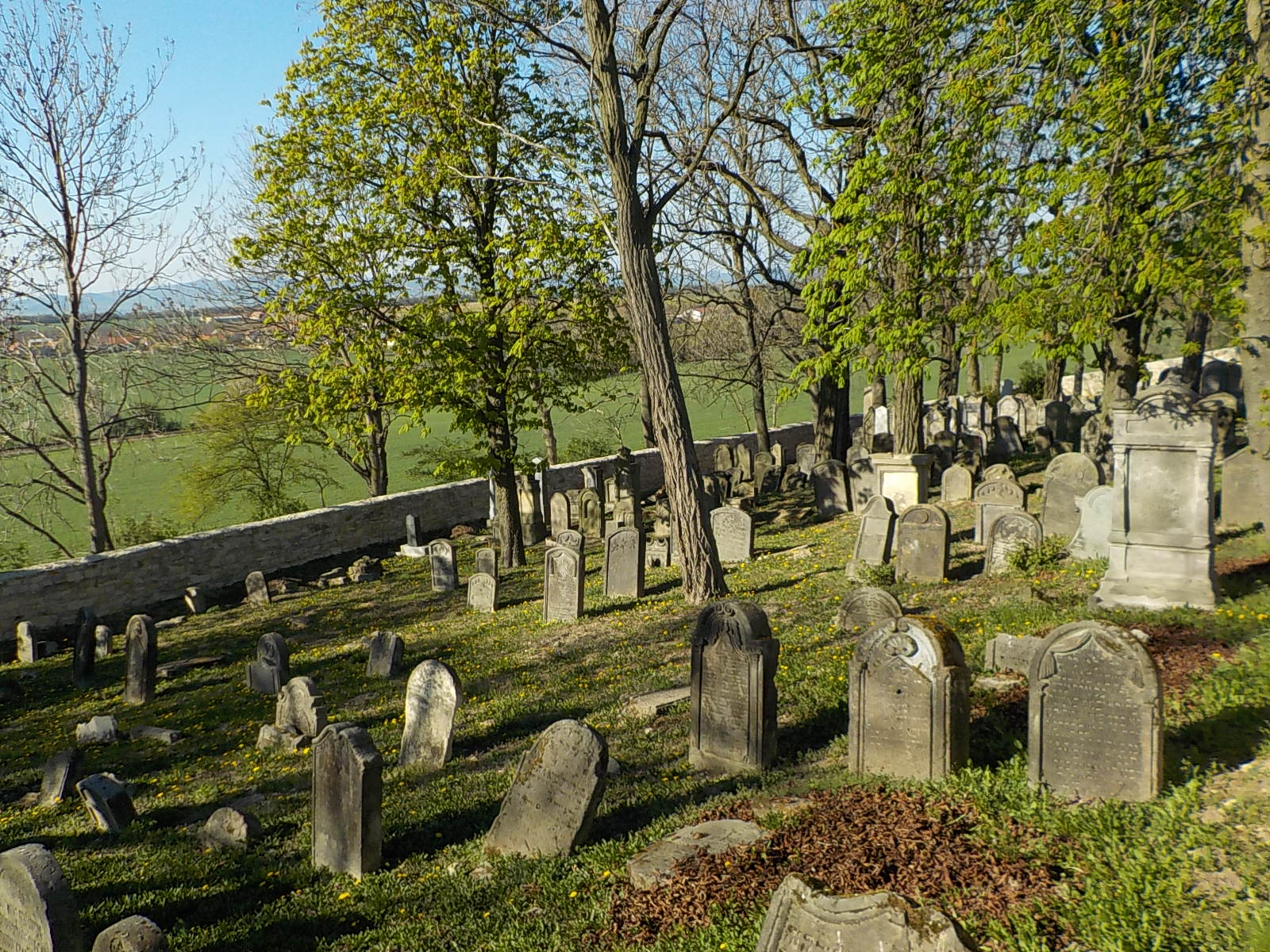
Židovský hřbitov nad vsí
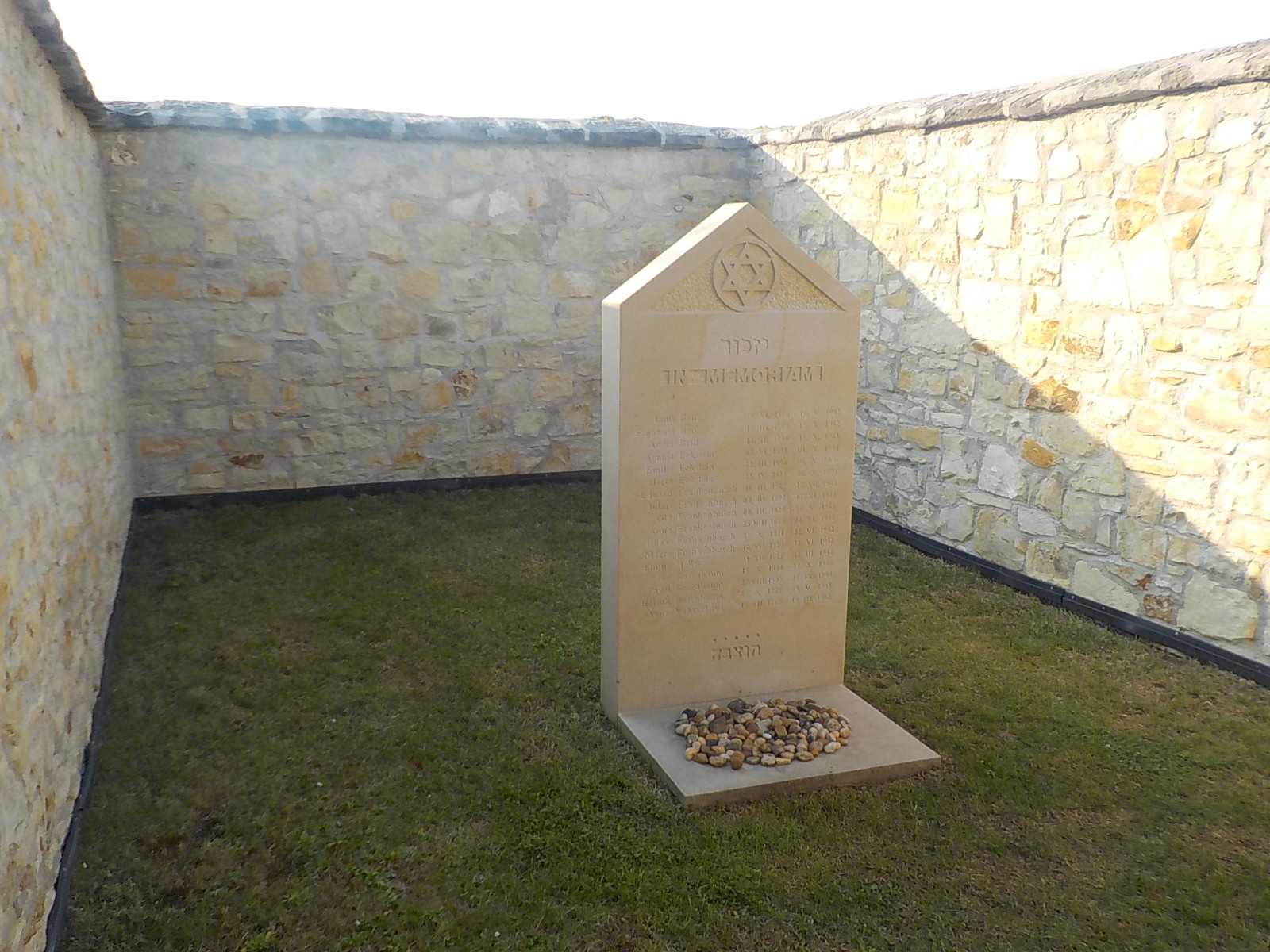
Památník obětem holocaustu z Peruce na židovském hřbitovu u Hřivčic